# کاستل ویسکاردو
کاستل ویسکاردو (به ایتالیایی: Castel Viscardo) یک شهرک و کومونه در ایتالیا است که در استان ترانی واقع شده‌است. کاستل ویسکاردو ۲۶٫۲۵ کیلومتر مربع مساحت و ۳٬۰۷۸ نفر جمعیت دارد و ۵۰۷ متر بالاتر از سطح دریا واقع شده‌است.